# یادم می‌ره کجا بودیم
 «یادم می‌ره کجا بودیم» آلبومی از هنرمند اهل بریتانیا بن هاوارد است که در سال ۲۰۱۴ میلادی منتشر شد.